# Primeiros socorros em saúde mental
Os primeiros socorros em saúde mental são uma extensão do conceito de primeiros socorros tradicionais para cobrir condições de saúde mental. Os primeiros socorros em saúde mental são a primeira e imediata assistência prestada a qualquer pessoa que esteja passando ou desenvolvendo uma condição de saúde mental, como depressão ou transtornos de ansiedade, ou passando por uma situação de crise de saúde mental, como ideação suicida ou ataque de pânico.

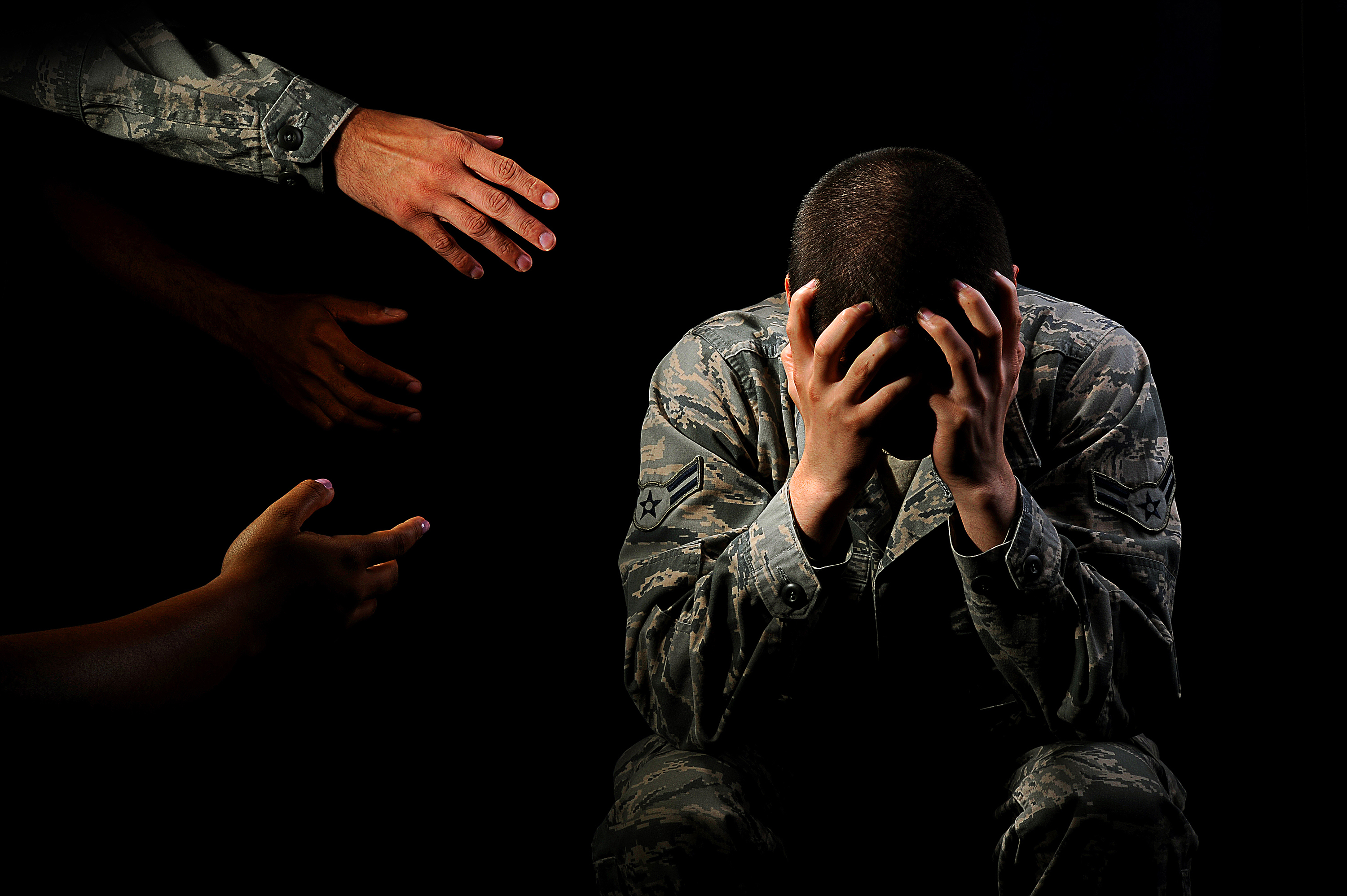
Primeiros socorros em saúde mental

## Treinamento de primeiros socorros em saúde mental
O treinamento de primeiros socorros em saúde mental é um programa de treinamento que ensina a ajudar pessoas que estão passando por vários graus de agravamento dos problemas de saúde mental. Como o treinamento de primeiros socorros tradicional, o treinamento de primeiros socorros em saúde mental não ensina as pessoas a tratar ou diagnosticar condições de saúde mental ou uso de substâncias. Em vez disso, o treinamento ensina a oferecer apoio inicial até que a ajuda profissional apropriada seja recebida ou até que a crise seja resolvida.

### História
O primeiro programa de treinamento em primeiros socorros em saúde mental foi desenvolvido na Austrália em 2001 por uma equipe de pesquisa liderada por Betty Kitchener e Anthony Jorm. O programa foi criado para ensinar ao público em geral como fornecer apoio inicial a pessoas com problemas de saúde mental, bem como conectá-los com ajuda profissional apropriada e recursos comunitários. Eles testaram a ideia de que dar primeiros socorros para a saúde mental poderia diminuir os efeitos dos problemas de saúde mental, acelerar a recuperação e tornar o suicídio menos provável, educando os alunos sobre crises comuns de saúde mental. Isso inclui sentimentos de suicídio, automutilação deliberada, ataques de pânico ou sintomas de psicose e como lidar com essas situações. A ideia era reduzir o estigma associado à doença mental e tornar mais provável que pessoas com problemas de saúde mental procurassem ajuda, o que reduziria o risco de a pessoa se prejudicar. 
Programas de treinamento em primeiros socorros em saúde mental são fornecidos por diferentes organizações em todo o mundo, muitas delas sem fins lucrativos. Eles foram implementados e disseminados em países como Estados Unidos, Canadá, Reino Unido, Irlanda e vários outros países europeus, asiáticos e africanos, assim como no Brasil. 

### Recepção
Artigos e vídeos da mídia indicam que o treinamento em primeiros socorros em saúde mental tem proponentes políticos e celebridades, como o ex-presidente dos EUA Barak Obama, a ex-primeira-dama dos EUA Michelle Obama e a cantora/atriz Lady Gaga.
Alguns projetos de lei foram propostos por políticos em países como a Austrália e o Reino Unido para tornar obrigatório o treinamento em primeiros socorros em saúde mental em escolas e outras organizações. Embora considerado uma boa prática em vários países, o treinamento em primeiros socorros em saúde mental não é legalmente imposto para organizações em nenhum lugar do mundo.

### Currículo
O currículo para o treinamento de primeiros socorros em saúde mental geralmente inclui os seguintes tópicos:
- Sintomas associados a condições comuns de saúde mental, como depressão, ansiedade, esquizofrenia, transtorno bipolar e transtornos alimentares, bem como uma visão geral da saúde mental e doenças mentais[5][2].
- Sinais de alerta comuns de doenças mentais, como humor, comportamento e alterações cognitivas[5].
- Informações sobre aconselhamento local e serviços psiquiátricos e como ajudar outras pessoas a ter acesso a eles[5].

Usando o conhecimento dos tópicos acima, os participantes são instruídos sobre um plano de ação passo a passo para fornecer primeiros socorros em saúde mental, incluindo o seguinte:
1. Avalie o risco de suicídio ou dano
2. Aproxime-se com segurança e de forma adequada
3. Ouça sem julgar
4. Forneça segurança
5. Incentive a procura de assistência profissional adequada
6. Promova a autoajuda
7. Estratégias de suporte adicionais

Dependendo do programa, pode haver módulos adicionais direcionados a populações específicas, como crianças e adolescentes, idosos ou veteranos.  Dependendo do programa, pode haver um módulo que inclui o transtorno por uso de substâncias e seus problemas e desafios relacionados. Todos esses tópicos são abordados para equipar os participantes com o conhecimento, habilidades e confiança necessários para reconhecer e responder adequadamente aos sinais de doença mental e transtornos por uso de substâncias. 

### Pesquisas
Várias revisões sistemáticas e meta-análises foram realizadas para avaliar a eficácia do treinamento de primeiros socorros em saúde mental em relação ao conhecimento dos participantes sobre as condições de saúde mental e os comportamentos de ajuda subsequentes. 
Uma metanálise realizada em 2014 concluiu que o treinamento de primeiros socorros em saúde mental aumenta o conhecimento dos participantes sobre saúde mental, reduz suas visões negativas sobre o assunto e aumenta seus comportamentos de apoio em relação a pessoas com problemas de saúde mental. 
Uma meta-análise realizada em 2018 concluiu que o treinamento em primeiros socorros em saúde mental melhorou o conhecimento, a conscientização e as crenças dos participantes sobre tratamentos bem-sucedidos para doenças mentais. No acompanhamento, houve pequenas melhorias na quantidade de assistência prestada a uma pessoa com problema de saúde mental, mas a natureza da mudança nos comportamentos oferecidos não foi clara. 
Uma revisão sistemática realizada em 2020 mostrou que o treinamento em primeiros socorros em saúde mental teve efeitos conflitantes sobre como os alunos aplicaram as habilidades que aprenderam, mas nenhuma influência sobre o quão benéficas suas ações foram para a saúde mental dos destinatários. 
Uma revisão sistemática realizada em 2020 concentrou-se no treinamento de primeiros socorros em saúde mental de jovens e adolescentes e encontrou melhorias significativas na compreensão, reconhecimento, percepções estigmatizantes, motivações de ajuda e comportamento de ajuda dos participantes de jovens e adolescentes. A melhoria declarada com mais frequência foi no conhecimento e na confiança, enquanto a melhoria relatada com menos frequência foi no comportamento de ajuda.  

## References and notes
1. 1 2 3 4  Kitchener, Betty A; Jorm, Anthony F (1 de outubro de 2002). «Mental health first aid training for the public: evaluation of effects on knowledge, attitudes and helping behavior». BMC Psychiatry. 10 páginas. ISSN 1471-244X. PMID 12359045. doi:10.1186/1471-244X-2-10. Consultado em 26 de julho de 2023
2. 1 2 3 4  Kitchener BA, Jorm AF, Kelly CM (2015). Mental Health First Aid International Manual. Melbourne: Mental Health First Aid International
3. ↑  «Program History». Mental Health Commission of Canada (em inglês). Consultado em 26 de julho de 2023
4. ↑  «Why Mental Health First Aid? | Mental Health First Aid». mhfa.com.au (em inglês). Consultado em 26 de julho de 2023
5. 1 2 3 4  Services, Department of Health & Human. «Mental health first aid». www.betterhealth.vic.gov.au (em inglês). Consultado em 26 de julho de 2023
6. ↑  «Our Impact | Mental Health First Aid». mhfa.com.au (em inglês). Consultado em 26 de julho de 2023
7. ↑  «Curso Primeiros Socorros Saúde Mental». Curso Primeiros Socorros Saúde Mental. Consultado em 26 de julho de 2023
8. ↑  «President Obama's Plan to Address Our Nation's Urgent Mental Health Needs». HuffPost (em inglês). 12 de fevereiro de 2015. Consultado em 26 de julho de 2023
9. ↑  Aid, Mental Health First (4 de março de 2015), Michelle Obama talks about the importance of Mental Health First Aid, consultado em 26 de julho de 2023
10. ↑  Lady Gaga + Students on teen Mental Health First Aid!, consultado em 26 de julho de 2023
11. ↑  «Mental health first aid law proposed in parliament». BBC News (em inglês). 25 de janeiro de 2023. Consultado em 26 de julho de 2023
12. ↑  House of Commons Library. (14 January 2019). Mental health first aid in the workplace. https://researchbriefings.files.parliament.uk/documents/CDP-2018-0281/CDP-2018-0281.pdf
13. ↑  Jorm, Anthony F; Kitchener, Betty A; O'Kearney, Richard; Dear, Keith BG (23 de outubro de 2004). «Mental health first aid training of the public in a rural area: a cluster randomized trial [ISRCTN53887541]». BMC Psychiatry. 33 páginas. ISSN 1471-244X. PMID 15500695. doi:10.1186/1471-244X-4-33. Consultado em 26 de julho de 2023
14. 1 2 3  «What You Learn». Mental Health First Aid (em inglês). Consultado em 26 de julho de 2023
15. ↑  Hadlaczky, Gergö; Hökby, Sebastian; Mkrtchian, Anahit; Carli, Vladimir; Wasserman, Danuta (agosto de 2014). «Mental Health First Aid is an effective public health intervention for improving knowledge, attitudes, and behaviour: a meta-analysis». International Review of Psychiatry (Abingdon, England) (4): 467–475. ISSN 1369-1627. PMID 25137113. doi:10.3109/09540261.2014.924910. Consultado em 26 de julho de 2023
16. 1 2  Morgan, Amy J.; Ross, Anna; Reavley, Nicola J. (2018). «Systematic review and meta-analysis of Mental Health First Aid training: Effects on knowledge, stigma, and helping behaviour». PloS One (5): e0197102. ISSN 1932-6203. PMC 5979014. PMID 29851974. doi:10.1371/journal.pone.0197102. Consultado em 26 de julho de 2023
17. ↑  Forthal, Sarah; Sadowska, Karolina; Pike, Kathleen M.; Balachander, Manya; Jacobsson, Kristina; Hermosilla, Sabrina (1 de abril de 2022). «Mental Health First Aid: A Systematic Review of Trainee Behavior and Recipient Mental Health Outcomes». Psychiatric services (Washington, D.C.) (4): 439–446. ISSN 1075-2730. PMC 8814050. PMID 34346736. doi:10.1176/appi.ps.202100027. Consultado em 26 de julho de 2023
18. 1 2  Ng, Sok Hui; Tan, Norman Jun Hao; Luo, Yang; Goh, Wei Sheng; Ho, Roger; Ho, Cyrus Su Hui (agosto de 2021). «A Systematic Review of Youth and Teen Mental Health First Aid: Improving Adolescent Mental Health». The Journal of Adolescent Health: Official Publication of the Society for Adolescent Medicine (2): 199–210. ISSN 1879-1972. PMID 33221189. doi:10.1016/j.jadohealth.2020.10.018. Consultado em 26 de julho de 2023